# 프로토타입 이론
프로토타입 이론(Prototype theory) 또는 원형 이론은 인지 과학, 특히 심리학 및 인지언어학의 범주화 이론으로, 개념적 범주에 속하는 정도가 차등적으로 존재하며 일부 구성원은 다른 구성원보다 더 중심적이다. 이는 1971년 심리학자 엘리노어 로쉬(Eleanor Rosch)의 연구와 함께 등장했으며, 전통적인 아리스토텔레스적 범주에서 벗어나 범주화 이론에서 '코페르니쿠스 혁명'으로 묘사됐다. 언어학자인 유지니오 코세리우(Eugenio Coseriu)와 구조적 의미론 패러다임의 다른 지지자들과 같이 전통적인 범주 이론을 여전히 지지하는 사람들로부터 비판을 받았다.
이 프로토타입 이론에서는 특정 언어의 특정 개념이 이 개념을 가장 잘 나타내는 실제 사례를 갖는다. 예를 들어, 가구 컨셉의 예를 묻는 질문에 옷장보다 소파가 더 자주 인용된다. 원형 이론은 음운론적 구조에서 의미론으로의 매핑의 일부로 언어학에도 적용되었다.
원형 이론을 공식화하면서 로쉬는 이전의 통찰력, 특히 루트비히 비트겐슈타인(1953)과 로저 브라운의 "사물을 어떻게 호칭할 것인가?"(1958)에 의한 가족 유사에 기초한 범주 모델의 공식화로부터 부분적으로 끌어냈다.

## 같이 보기
- 프랜시스 골턴
- 가족 유사성
- 포크소노미
- 이데아론